# Under the Radar Over the Top
 (novembre 2014).
Si vous disposez d'ouvrages ou d'articles de référence ou si vous connaissez des sites web de qualité traitant du thème abordé ici, merci de compléter l'article en donnant les références utiles à sa vérifiabilité et en les liant à la section « Notes et références ».
Albums de Scooter
Jumping All Over the World
(2007) The Big Mash Up
(2011)
Singles
1. J'adore Hardcore
Sortie : 14 août 2009
2. Ti Sento
Sortie : 2 octobre 2009
3. The Sound Above My Hair
Sortie : 27 novembre 2009
4. Stuck on Replay
Sortie : 12 mars 2010

Under the Radar Over the Top est le quatorzième album du groupe allemand Scooter.l’album est sortie le 2 octobre 2009, précédé par le single J'adore Hardcore sortie le 14 août. Un deuxième single Ti Sento a été libéré le même jour que l'album. Le troisième single The Sound Above My Hair a été libéré le 27 novembre 2009. Le dernier single de l'album Stuck on Replay est la chanson officielle du Championnat du monde de hockey sur glace 2011.

## Liste des titres
| No  | Titre                   | Durée |
| --- | ----------------------- | ----- |
| 1.  | Stealth                 | 1:23  |
| 2.  | J'adore Hardcore        | 4:20  |
| 3.  | Ti Sento                | 3:55  |
| 4.  | State of Mind           | 3:30  |
| 5.  | Where the Beats...      | 3:51  |
| 6.  | Bit a Bad Boy           | 3:47  |
| 7.  | The Sound Above My Hair | 4:38  |
| 8.  | See Your Smile          | 4:13  |
| 9.  | Clic Clac               | 4:29  |
| 10. | Second Skin             | 5:54  |
| 11. | Stuck on Replay         | 3:10  |
| 12. | Metropolis              | 5:38  |

### Édition limitée
L'Édition limitée de l'album comprend un deuxième CD appelé The Dark Side Edition et un DVD bonus.

#### The Dark Side Editiontrack listing
| No  | Titre                         | Durée |
| --- | ----------------------------- | ----- |
| 1.  | She's The Sun                 | 3:48  |
| 2.  | Take Me Baby                  | 4:15  |
| 3.  | Frequent Traveller            | 3:37  |
| 4.  | Eyes Without a Face           | 3:18  |
| 5.  | Dancing in the Moonlight      | 4:33  |
| 6.  | Lass Uns Tanzen (Day Version) | 3:42  |
| 7.  | Stripped (Live)               | 4:21  |
| 8.  | Sex Dwarf                     | 4:19  |
| 9.  | Am Fenster                    | 5:52  |
| 10. | Marian (Version)              | 4:55  |